# 哈迪 (加利福尼亞州)
哈迪（英語：Hardy）是位於美國加利福尼亞州門多西諾縣的一個非建制地區。該地的面積和人口皆未知。

## 地理
哈迪的座標為39°42′45″N 123°38′11″W / 39.71250°N 123.63639°W，而該地的平均海拔高度為7米（即23英尺）。